# Pavel Gerasimov
Pavel Aleksandrovitj Gerasimov (ryska: Павел Александровиич Герасимов), född den 29 maj 1979, är en rysk friidrottare (stavhoppare).
Gerasimov blev juniorvärldsmästare i stavhopp 1998. Som senior har han haft svårt att lyckats i större mästerskap. Gerasimov tog brons vid VM i Helsingfors 2005. Bortsett från denna framgång blev han tolva vid EM 2002, trettonde vid Olympiska sommarspelen 2004. 
Gerasimovs personliga rekord är på 5,90 från en tävling 2000 en höjd han inte varit riktigt nära sedan dess.